# Sorokdo
Sorokdo (en coreano: 소록도; Isla Sorok) es una isla en Goheung, Jeolla, en el país asiático de Corea del Sur. So se refiere a que es pequeña, y Rok significa ciervo, mientras que Do significa isla. De allí el origen del nombre Sorokdo.
Es accesible en un viaje que tarda 5 minutos desde Nokdong-hang (Puerto de Nokdong ) en Goheung. El 3 de marzo de 2009, el Sorok-Daegyo (puente) fue abierto para el tráfico.